# Jayme Paviani
Jayme Paviani (Flores da Cunha, 4 de junho de 1940) é um crítico de arte, filósofo, poeta, escritor e professor brasileiro.
É filho de Raymundo Paviani, que foi prefeito da cidade, e Esmerilda Ferrarini. É casado com a professora Neires Maria Soldatelli Paviani, com que tem dois filhos.

## Carreira
Iniciou seus estudos superiores em 1961, ingressando na Faculdade de Filosofia do Seminário Maior de Viamão. Graduou-se na Licenciatura em Filosofia pela Universidade de Caxias do Sul (UCS) em 1964. Continuou seu aperfeiçoamento cursando Ciências Jurídicas e Sociais até 1969 na Faculdade de Direito da UCS. Em seguida publicou seus primeiros poemas em Matrícula, uma coletânea organizada com colegas da faculdade.
Ingressou na UCS como professor em 1965, e também se engajou em sua administração, desempenhando várias funções executivas e organizadoras, e chegando a atuar como Vice-Reitor. Em 1976 desenvolveu Mestrado em Letras, com a dissertação Fundamentos da Semântica, a questão epistemológica do significado. Doutorou-se em 1987 na Pontifícia Universidade Católica do Rio Grande do Sul (PUC-RS) com a tese Razão Sensível, a Racionalidade como Categoria Estética.
Em 2000 completou seu pós-doutorado em Filosofia na Università degli Studi di Padova, Itália. Atualmente é professor do Centro de Filosofia e Educação, da Pós-Graduação em Filosofia e é coordenador do Mestrado em Educação da Universidade de Caxias do Sul. É pesquisador permanente do Núcleo de Pesquisa em Filosofia da UCS, e membro do Conselho Diretor da Fundação Universidade de Caxias do Sul.
É palestrante, já participou de comitês científicos do Conselho Editorial da Editora da UCS, do Conselho Editorial da PUC-RS, é membro do conselho editorial de quatro revistas, co-fundador e editor da revista Chronos da UCS, considerada um marco na história e na historiografia da Universidade, é colunista do jornal Pioneiro e já publicou muitos artigos, ensaios e livros sobre suas áreas de interesse. Podem ser citados os seguintes livros:
- Platão e a República, Zahar.
- O Professor, a Escola e a Educação, Editora da UCS.
- Epistemologia Prática, Editora da UCS.
- Interdisciplinaridade: Conceitos e Distinções, Editora da UCS. Co-organizador com E. A. Kuiava
- Cultura, Humanismo & Globalização, Editora da UCS.
- Homem, Natureza, Direito, Editora da UCS.
- As Palavras e os Dias, Editora da UCS.
- Redemoinho (poesia), Editora Modelo de Nuvem, 2011.[19]

Para o professor da PUC-RS Elvo Clemente, Paviani é o mestre por excelência na arte poética e nos ensaios, "pela clareza, pela sensibilidade e pela profundidade dos conceitos e das imagens". Ao publicar seu livro de poesia Redemoinho, em 2011, Paviani falou um pouco sobre sua visão poética: "Poesia é emoção, sentimento e pensamento. Ela não trabalha conceitos, mas ideias. Não separa o pensar do sentir, articula ambos, como diz Fernando Pessoa".

## Distinções
Recebeu em 1986 o Troféu Caxias do Sul na categoria Cultura e, em 1999, o título de Cidadão Caxiense, conferido pela Câmara de Vereadores. Foi homenageado com uma coletânea de ensaios publicada pela UCS, intitulada Filosofia: Diálogo de Horizontes: Festschrift em Homenagem a Jayme Paviani. Também foi homenageado com o painel Ética e Educação, que marcou o lançamento em 2011 do livro Pensar Sensível: Homenagem a Jayme Paviani, organizado pelos professores Luiz Carlos Bombassaro, Claudio Almir Dalbosco e Evaldo Antonio Kuiava. O livro comemora o seu 70º aniversário, reunindo ensaios que analisam sua produção científica e cultural, centrando nos três principais temas que estudou: Filosofia, Literatura e Educação. Segundo os organizadores, "Pensar Sensível oferece ao leitor não somente a oportunidade de conhecer mais de perto a vida intelectual do homenageado, mas também permite acompanhar o elevado nível da discussão filosófica atual sobre os temas que constituem sua experiência vivida, na qual emergem a sensibilidade associada à reflexão".
No mesmo ano de 2011 o relevo de sua atuação na área da Filosofia no estado foi reconhecido na homenagem que recebeu na Semana Acadêmica da Universidade de Passo Fundo, quando o professor Gerson Trombetta disse sobre ele em seu discurso: "o que vemos nas suas publicações e ouvimos nas suas falas é que o que de mais importante devemos aprender na Filosofia não são os conteúdos específicos, mas os métodos. Dos mestres excelentes nós aprendemos métodos".
Em 2013 foi escolhido patrono da 37ª Feira do Livro de Flores da Cunha, sua terra natal. Nas palavras da Diretora de Cultura da prefeitura, Lorete Maria Calza Paludo, a escolha se justifica porque "Jayme é mais que um professor, (é) um grande mestre que orgulha nossa cidade pela sua trajetória coroada de êxitos".